# N.P.P. Gundstrup
Niels Peter Pedersen Gundstrup (6. oktober 1877 i Gundstrup, Krogsbølle Sogn – 4. december 1949 i København) var en dansk arkitekt.
Gundstrups forældre var snedkermester Anders Pedersen og Mette Kathrine Pedersen. Han tog navneforandring fra Pedersen til Gundstrup 1906. Han var i snedkerlære i Odense og blev svend, hvorefter han gik på Odense Tekniske Skole fra 1902 og indtil afgang 1906. Dernæst studerede han ved Kunstakademiets Arkitektskole i København fra 25. september 1907 og indtil han tog afgang 1. maj 1915. Gundstrup var medarbejder hos Martin Nyrop på opførelsen af Bispebjerg Hospital 1906-14.
Gundstrup havde egen tegnestue fra 1918. Han var medlem af Akademisk Arkitektforenings bestyrelse 1922-26 og 1927-36 samt næstformand 1931-36. Deruodver var han leder af foreningens konkurrenceudvalg 1927-30, kommitteret i Kreditkassen for Husejerne i København fra 1929, medlem af administrationen for Ronges Fond fra 1932, opmand i Bygningssnedkernes faste Voldgiftsret fra 1924, medlem af Danmarks Naturfredningsforenings tekniske udvalg fra 1926 og medlem af sammes hovedbestyrelse fra 1936.
Gundstrup var som håndværker i Tyskland, Frankrig, Schweiz og Italien 1897-98, i England og Holland 1912, i Italien 1921, i Norge, Sverige og Finland, Rusland, de baltiske lande og Polen 1930.
Gundstrup giftede sig 19. maj 1912 med Lydia Anna Olufa Holmgreen (4. januar 1889 i København – 8. maj 1975). Arkitekten er begravet på Bispebjerg Kirkegård.

## Værker
I København:
- Fuldførte Nordisk Livsforsikrings bygning, Grønningen 21-25 (efter Vilhelm Fischers død 1914)
- Store Kongensgade 132-34 (som forannævnte, senere udvidet)
- Karré, Arresøgade 5-9/Nøddebogade 13-17/Refsnæsgade 40-44 (1922-23)
- Karré, Sønder Boulevard 89-97/Knud Lavards Gade 2-10; Ingerslevsgade 150-160/Erik Ejegods Gade 1-7 (1926-27)
- Karré, Borups Allé 25-33/Skotterupgade 16-22/Ågade 136-144/Borups Plads 1-7 (1928)
- Store Kongensgade 128-30 (1928-29)
- Ombygning af Hotel d'Angleterre, Kongens Nytorv
- Danske Lloyd, nu Forsvarsministeriet, Holmens Kanal 42 (1936-38)

Desuden:
- Bygninger ved amtssygehusene i Fakse og Næstved, sidst Medicinsk Afdeling (1937-38)

### Projekter
- Konkurrence om statshusmandsboliger (1908, ekstrapræmie)